# Sade márki játékai
A Sade márki játékai (Quills) Philip Kaufman 2000-ben bemutatott drámája Geoffrey Rush és Kate Winslet főszereplésével. A forgatókönyvet saját színdarabja alapján Doug Wright írta.
A hírhedt pornográf írót, Sade márkit (Geoffrey Rush) a francia forradalom elején elmegyógyintézetbe zárják. A bolondok között jól érzi magát, ám új felügyelő érkezik. Coulmier abbé (Joaquin Phoenix) megpróbálja jó útra téríteni az élénk fantáziájú nemest, akinek hűséges rajongója, Madeleine (Kate Winslet) sorra kicsempészi Sade további lázító írásait. Az erkölcstelen művek híre eljut a császárig, aki a keménységéről híres Royer-Collard doktorra (Michael Caine) bízza a márki elhallgattatását. Az intézet falai között hamarosan elszabadul a pokol, Sade ugyanis minden büntetést kinevet, minden tiltásra fittyet hány. A két férfi összecsapása elkerülhetetlen.

## Szereplők
| Szereplő                    | Színész              | Magyar hang            |
| --------------------------- | -------------------- | ---------------------- |
| De Sade márki               | Geoffrey Rush        | Gáti Oszkár            |
| Madeleine 'Maddy' LeClerc   | Kate Winslet         | Horváth Lili           |
| Abbé de Coulmier            | Joaquin Phoenix      | Rába Roland            |
| Dr. Royer-Collard           | Michael Caine        | Fodor Tamás            |
| Madame LeClerc              | Billie Whitelaw      | Illyés Mari            |
| Bouchon                     | Stephen Marcus       | Kálloy Molnár Péter    |
| Simone                      | Amelia Warner        | Gubás Gabi             |
| Prioux                      | Stephen Moyer        | Fekete Ernő            |
| Renee Pelagie               | Jane Menelaus        | Szirtes Ági            |
| I. Napóleon francia császár | Ron Cook             | Józsa Imre             |
| Delbené                     | Patrick Malahide     | Sinkovits-Vitay András |
| Charlotte                   | Elizabeth Berrington |                        |

## Díjak és jelölések
- Oscar-díj (2000)
  - jelölés: legjobb férfi főszereplő (Geoffrey Rush)
  - jelölés: legjobb látványtervezés/díszlet (Martin Childs, Jill Quertier)
  - jelölés: legjobb jelmeztervezés (Jacqueline West)
- Golden Globe-díj (2000)
  - jelölés: legjobb férfi főszereplő (filmdráma) (Geoffrey Rush)
  - jelölés: legjobb forgatókönyv (Doug Wright)